# VDL DB250
DAF/VDL DB250 — двухэтажный автобус, выпускаемый нидерландской компанией DAF Trucks с 1991 по 2006 год.

## История семейства

### DB250
Автобус DAF DB250 впервые был представлен в октябре 1991 года. В Соединённом королевстве эксплуатировалось 260 экземпляров.
С 1992 года 25 автобусов DAF DB250 эксплуатировалось в Лондоне.
С 1994 года 31 автобус DAF DB250 эксплуатировался в Турции.

### DB250LF
DAF DB250LF — низкопольный вариант DAF DB250, эксплуатировавшийся с 4 февраля 1998 года в Великобритании. Производство завершилось в 2006 году.

## Галерея

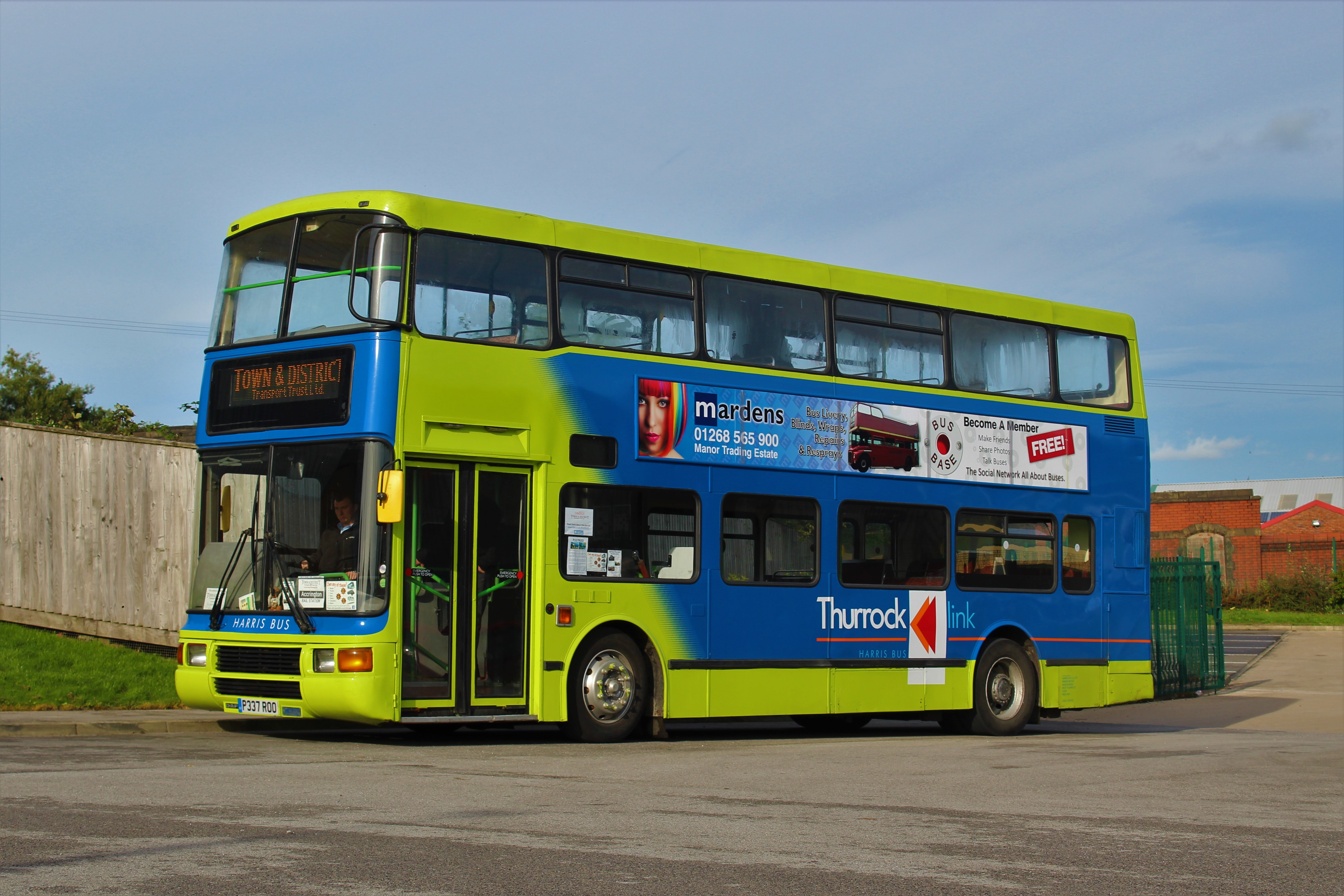
DAF DB250
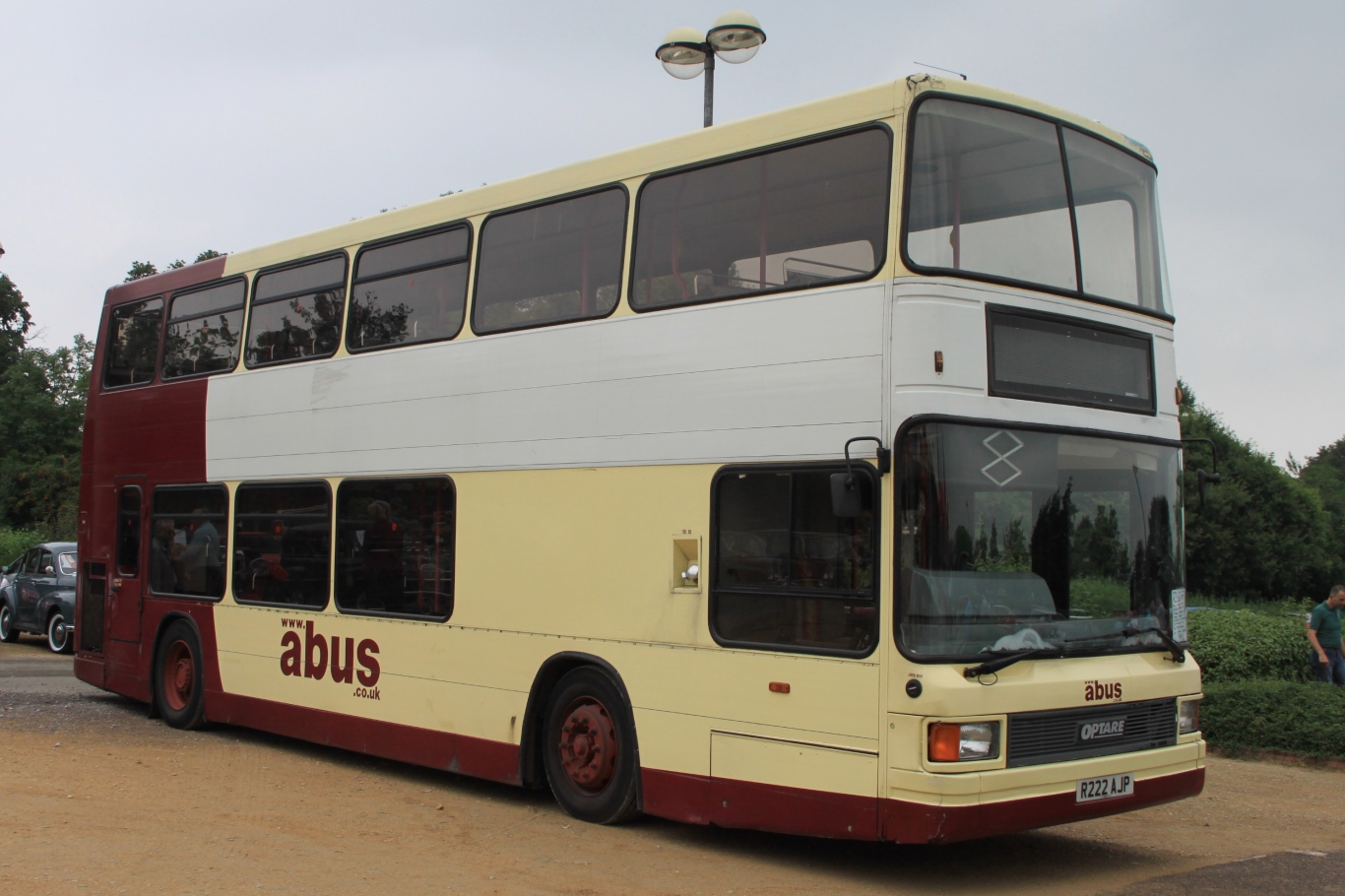
DAF DB250LF
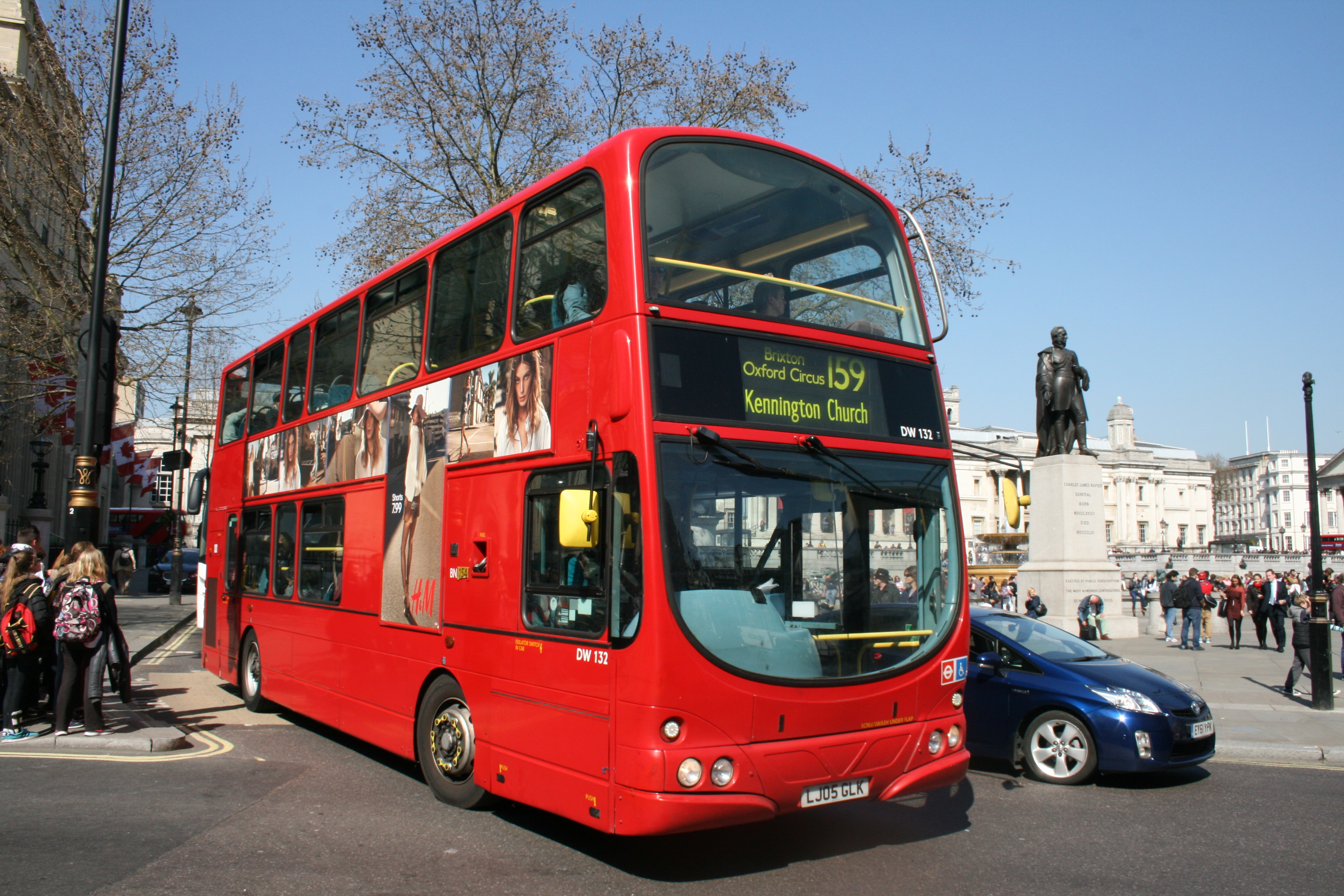
DAF DB250LF в Лондоне, на Трафальгарской площади